# سانتورسو
سانتورسو (به ایتالیایی: Santorso) یک کومونه در ایتالیا است که در استان ویچنزا واقع شده‌است.

## خصوصیات
سانتورسو ۱۳ کیلومترمربع مساحت و ۵٬۸۵۹ نفر جمعیت دارد و ۲۴۰ متر بالاتر از سطح دریا واقع شده‌است.